# مردی در قطار
مردی در قطار (انگلیسی: The Man on the Train) یک فیلم درام و جنایی به کارگردانی پاتریس لوکنت محصول سال ۲۰۰۲ کشور فرانسه است. ژان روشفور و جانی آلیده در این فیلم ایفای نقش کردند.

## داستان
مردی(جانی آلیده) سوار بر قطار وارد شهری کوچک می‌شود و در آنجا با پیرمردی (ژان روشفور) که یک معلم بازنشسته است آشنا می‌شود و هردو طی اتفاقاتی آرزو می‌کنند که جای یکدیگر باشند.